# Grand Prix Pino Cerami 1999
Il Grand Prix Pino Cerami 1999, trentaquattresima edizione della corsa, si svolse il 9 aprile su un percorso di 200 km, con partenza a Saint-Ghislain e arrivo a Wasmuel. Fu vinto dall'italiano Fabrizio Guidi della Team Polti davanti al suo connazionale Biagio Conte e all'olandese Miquel van Kessel.

## Ordine d'arrivo (Top 10)
| Pos. | Corridore         | Squadra                     | Tempo    |
| ---- | ----------------- | --------------------------- | -------- |
| 1    | Fabrizio Guidi    | Team Polti                  | 4h50'00" |
| 2    | Biagio Conte      | Liquigas-Pata               | a 53"    |
| 3    | Miquel van Kessel | TVM-Farm Frites             | s.t.     |
| 4    | Matteo Tosatto    | Ballan-Alessio              | s.t.     |
| 5    | Bobby Julich      | Cofidis                     | a 54"    |
| 6    | Laurent Genty     | Big Mat-Auber 93            | s.t.     |
| 7    | Ivan Quaranta     | Mobilvetta Design-Northwave | s.t.     |
| 8    | Andrej Hauptman   | Vini Caldirola-Sidermec     | s.t.     |
| 9    | Michel Vanhaecke  | Tönissteiner-Colnago        | s.t.     |
| 10   | Jeroen Blijlevens | TVM-Farm Frites             | s.t.     |